# 一般と特殊 (数学)
一般と特殊（いっぱん と とくしゅ）は、数学の用語。

## 一般の場合
数学において、一般の場合（いっぱんのばあい、英:  in general cases ）とは、その文脈で議論の対象としているあらゆるもの（クラス）に対して、議題となっているなんらかの性質が一律に成立するか否かを問う（ないし、述べる）事を指す。

## 特殊な場合
一方、特殊な場合または特別の場合（とくしゅなばあい、とくべつのばあい、英:  in special case(s) ）とは、議論の対象となるもの全体で一律に満たすわけではない何らかの性質が、一部のもの（ないし、特定の元）について、成立するか否かを問う（ないし、述べる）事を指す。